# 乌汶叻差他尼
乌汶叻差他尼（发音[ʔubon râːt.tɕʰa.tʰaːniː]）是伊善地區的四大城市之一 。这座城市位于泰国伊善地区的东南部的城门河。簡稱為烏汶（อุบลฯ）。这个名字的意思是“莲花王駐”、“蓮都”，“叻差他尼”卽都城、王駐之意。省级密封设有一个带莲花和树叶在一个圆形框架的一个池塘。乌汶是乌汶省的行政中心。截至2006年，在乌汶市区拥有约20万人口。

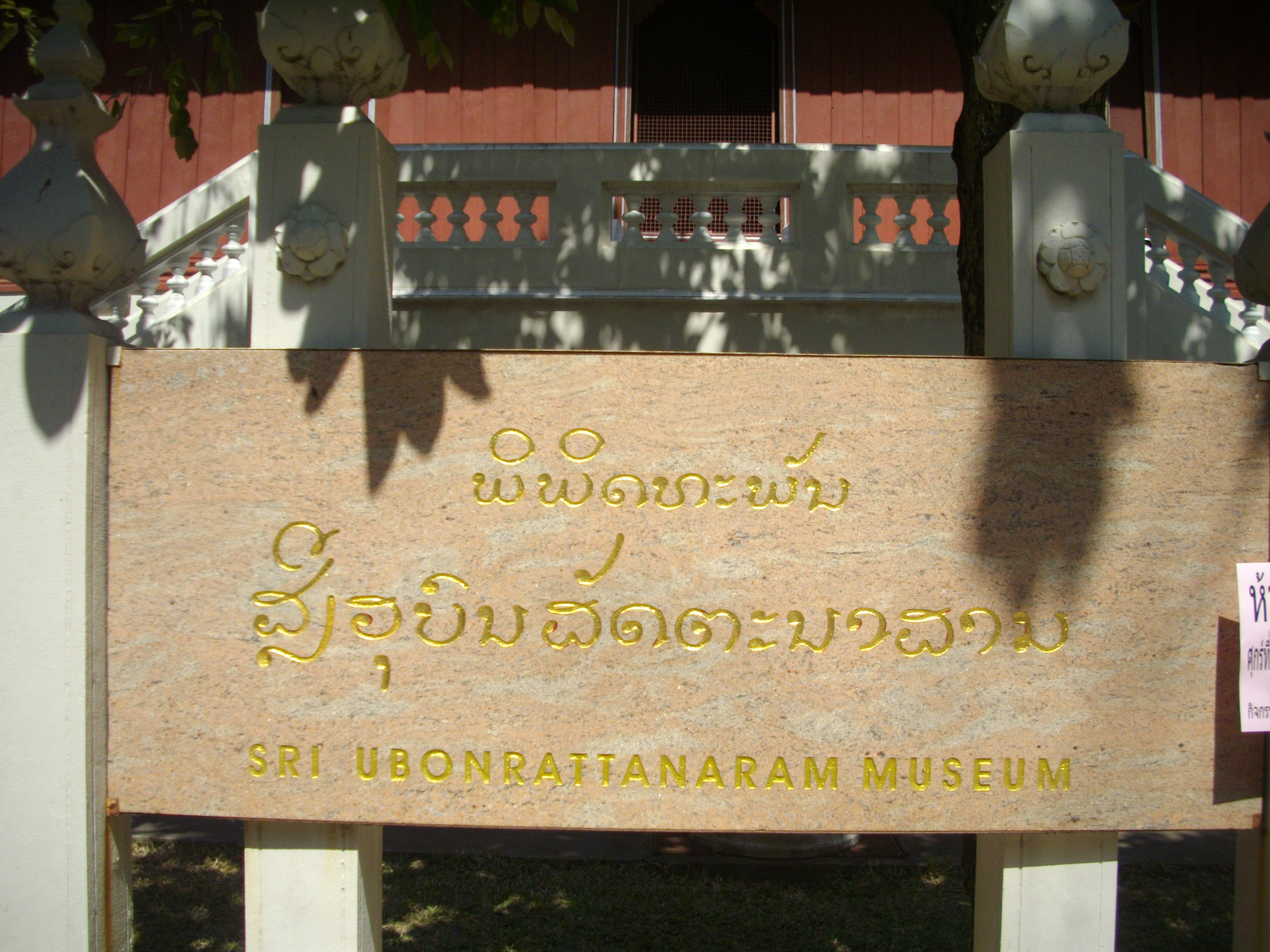
烏汶都的小傣文（古老撾文）標牌